# Sultanato di Bahman
Il Sultanato o impero di Bahman o bahmanide fu uno stato musulmano dell'altopiano del Deccan nell'India meridionale e uno dei più grandi regni del medioevo indiano. Il sultanato venne fondato il 3 agosto 1347 dal governatore turco ʿAlāʾ al-Dīn Bahman Shāh (in persiano (علاءالدین بهمن‌شاه‎, che si rivoltò contro il sultano di Delhi, Muḥammad ibn Ṭughlāq. Naṣīr al-Dīn Shāh Ismāʿīl cedette il potere in quel giorno in favore di Ẓafar Khān che ascese al trono con il titolo di ʿAlāʾ al-Dīn Bahman Shāh. Stabilì uno Stato indipendente nelle provincie meridionali del Sultanato di Delhi. La capitale fu Ahsanabad (ora Gulbarga) tra il 1347 e il 1425, successivamente fu trasferita a Muḥammadābād (attuale Bidar).
Il Sultanato di Bahmani contese il controllo del Deccan all'impero indù di Vijayanagara più a sud. Il sultanato raggiunse il suo massimo splendore con il visir Mahmud Gawan (1466-1481). Ma nel 1518 il sultanato si divise in cinque Stati: Ahmednagar, Berar, Bidar, Bijapur, e Golconda, noti collettivamente come Sultanati del Deccan.

## Sultani di Bahmani
| Sovrano                         | Inizio | Fine |
| ------------------------------- | ------ | ---- |
| ʿAlāʾ al-Dīn Bahman Shāh        | 1347   | 1347 |
| Moḥammed Shāh I                 | 1358   | 1375 |
| ʿAlāʾ al-Dīn Mujāhid Shāh       | 1375   | 1378 |
| Dāʾūd Shāh                      | 1378   | 1378 |
| Moḥammed Shāh II                | 1378   | 1397 |
| Ghiyāth al-Dīn                  | 1397   | 1397 |
| Shams al-Dīn                    | 1397   | 1397 |
| Tāj al-Dīn Fīrūz Shāh           | 1397   | 1422 |
| Aḥmad Shāh I Walī               | 1422   | 1436 |
| ʿAlāʾ al-Dīn Aḥmad Shāh II      | 1436   | 1458 |
| ʿAlāʾ al-Dīn Humāyūn Zalim Shāh | 1458   | 1461 |
| Niẓām Shāh                      | 1461   | 1463 |
| Moḥammed Shāh III Lashkarī      | 1463   | 1482 |
| Moḥammed Shāh IV (Maḥmūd Shāh)  | 1482   | 1518 |
| Aḥmad Shāh III                  | 1518   | 1521 |
| ʿAlāʾ al-Dīn Shāh               | 1521   | 1522 |
| Walī Allāh Shāh                 | 1522   | 1525 |
| Kalīm Allāh Shāh                | 1525   | 1527 |